# ジルバーネス・ロールベアブラット

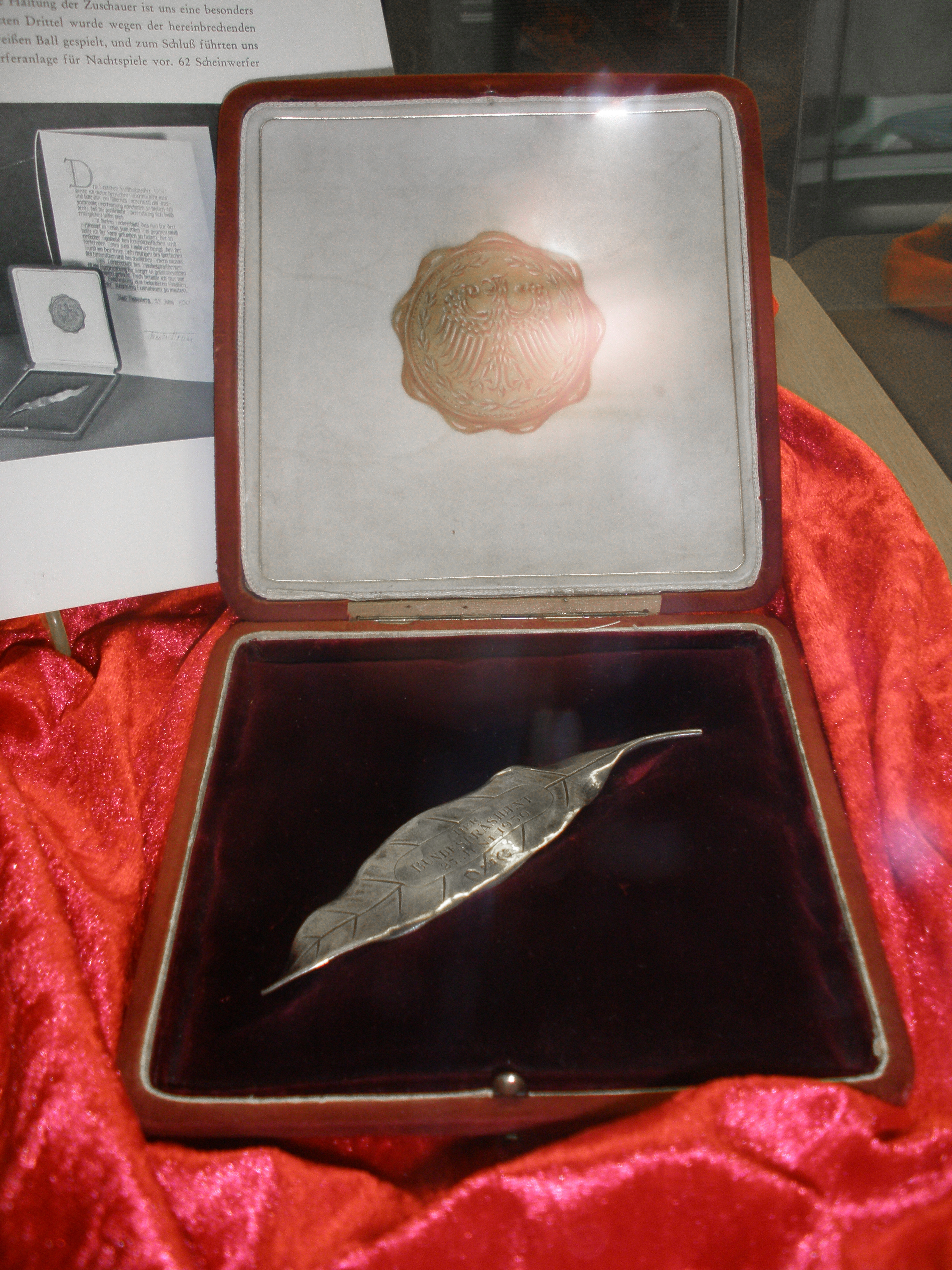
最初期のジルバーネス・ロールベアブラット。VfBシュトゥットガルトに贈られたもの。

ジルバーネス・ロールベアブラット (Silbernes Lorbeerblatt、銀の月桂樹の葉) はドイツのスポーツ界における最高の賞。1950年に当時の大統領であったテオドール・ホイスによって設立された。オリンピックやパラリンピック、ワールドカップなど重要な国際大会ですばらしい功績を挙げた個人・チームに対して贈られる。
受賞の方式は、まずドイツオリンピック協会が大統領に受賞候補を推薦し、次に大統領と内務大臣代理が精査した上で決定される。

## 主な受賞者

### 個人
- フランツ・ベッケンバウアー, サッカー選手
- シュテフィ・グラフ, テニス選手
- ファビアン・ハンビューヘン, 体操競技選手
- ビルギット・プリンツ, 女子サッカー選手
- イェンス・バイスフロク, スキージャンプ選手
- ボリス・ベッカー, テニス選手
- ミハエル・シューマッハ, レーシングドライバー
- セバスチャン・ベッテル, レーシングドライバー[3][4]
- ダーク・ノヴィツキー, バスケットボール選手
- マグダレナ・ノイナー, バイアスロン選手[5]

### チーム
- 8人制ボートドイツ代表 (2012年ロンドン五輪金メダル)
- VfBシュトゥットガルト (1950年ドイツ・サッカー選手権優勝)
- チーム・テレコム (ツール・ド・フランス1997優勝)
- サッカードイツ代表 (UEFA欧州選手権優勝（1972, 1980, 1996）、FIFAワールドカップ優勝（1954, 1974, 1990, 2014）)
- サッカードイツ女子代表 (UEFA女子選手権（1989, 1991, 1995, 1997）、FIFA女子ワールドカップ優勝（2003, 2007）)
- ハンドボールドイツ代表 (2007年世界男子ハンドボール選手権優勝)
- 車いすバスケットボールドイツ代表 (2008年北京パラリンピック銀メダル、2012年ロンドンパラリンピック金メダル)[6]